# Cornigerius maeoticus
Cornigerius maeoticus is een watervlooiensoort uit de familie van de Podonidae. De wetenschappelijke naam van de soort is voor het eerst geldig gepubliceerd in 1879 door Pengo.